# C.D. Aves
Clube Desportivo das Aves bivši je portugalski nogometni klub iz općine Vile das Avesa nedaleko grada Santa Tirsa na portugalskom sjeveru. Utemeljen je 1930. godine.

## Klupski uspjesi
- Taça de Portugal (1): 2017./18.

## Vanjske poveznice
- Službene stranice  Arhivirana inačica izvorne stranice od 28. lipnja 2006. (Wayback Machine)